# Вокруг света за 80 дней (автопробег, 2000)
«Вокру́г све́та за во́семьдесят дне́й» (англ. Around the world in 80 days), автопробег на ретро-автомобилях. Был проведён в 2000 году. Организатором выступила «Ассоциация классического ралли» (англ. "The Classic Rally Association"), Великобритания.

## Структура автопробега
«Ассоциация классического ралли» организовала сразу три автопробега: «Вокруг света за 80 дней» (англ. Around the world in 80 days ), «Лондон-Пекин» (англ. London to Peking ) и «Лондон-Стамбул» (англ. London to Istambul ), которые стартовали одновременно. Все участники были поделены на три глобальные группы — согласно поданым заявкам на участие: участники пробега «Вокруг света за 80 дней», участники пробега «Лондон-Пекин» и участники пробега «Лондон-Стамбул». Внутри глобальных групп все участники делились на несколько классов уже в рамках конкретного пробега, а именно: класс «Винтажные автомобили» (разработанные до 1940 года); класс «Исторические автомобили» (разработанные в период с 1941 по 1958 годы); класс «Исторические спортивные автомобили» (разработанные в период с 1941 по 1958 годы); класс «Классические автомобили» (разработанные в период с 1959 по 1966 годы); класс «Классические спортивные автомобили» (разработанные в период с 1959 по 1966 годы).
Нумерация экипажей была последовательной для всех трёх автопробегов.
Общий старт всем трём пробегам был дан на Тауэрском мосту в Лондоне 1 мая 2000 года.

## Маршрут
Экипажи, которые участвовали в главном автопробеге «Вокруг света за 80 дней», должны были проехать следующие населённые пункты:
Продолжение:
Из Пекина морем до Аляски (Анкоридж):
Из Ньюарка морем до Марокко (Маракеш) — см. 1-ю схему.
Примечание. Участники пробегов «Лондон-Стамбул» и «Лондон-Пекин» могли прекратить своё движение соответственно в Стамбуле и в Пекине, но, по желанию, они могли продолжить своё движение в рамках глобального автопробега «Вокруг света за 80 дней».

## Автопробег «Вокруг света за 80 дней»
На участие в данном автопробеге были заявлены следующие экипажи:
Класс 1: «Вокруг света» — Винтажные автомобили (разработанные до 1940 года): 
- Экипаж № 2: Билл Борхарт Ларсон  / Терри Максон  на автомобиле Rolls-Royce Silver Ghost, 7428 см3 (1913 года выпуска);
- Экипаж № 12: Крис Данкли  / Ян Данкли  на автомобиле Bentley Open Tourer, 3587 см3 (1935 года выпуска);
- Экипаж № 14: Кристофер Клеридж-Уэр  / Стивен Морли-Хэм  на автомобиле Lagonda M45, 4453 см3 (1934 года выпуска);
- Экипаж № 15: Уильям Белфо  / Кэролин Белфо  на автомобиле Talbot AV 105, 2969 см3 (1933 года выпуска);
- Экипаж № 16: Хельмут Карбе  / Дональд Севарт  на автомобиле Bentley Speed Six, 6500 см3 (1929 года выпуска);
- Экипаж № 17: Франческо Чириминна  / Стелиос Вартоломеос  на автомобиле Fiat Millecento Cabrio, 1098 см3 (1948 года выпуска);
- Экипаж № 18: Ричард Ньюман  / Уенди Бравар  на автомобиле Citroen 2CV, 602 см3 (1952 года выпуска);
- Экипаж № 20: Уильям Секрест  / Келли Секрест  на автомобиле Chrysler Airflow, 4997 см3 (1935 года выпуска);
- Экипаж № 22: Реймонд Карр  / Дэвид Даббс  на автомобиле Ford V8 Convertible, 4000 см3 (1939 года выпуска);
- Экипаж № 23: Леннокс Макнили  / Джеймс Уолтерс  на автомобиле Packard Touring Sedan, 5300 см3 (1938 года выпуска);
- Экипаж № 27: Джанет Чишолм  / Майкл Софаер  на автомобиле Chevrolet 102 Coupe, 3500 см3 (1940 года выпуска);
- Экипаж № 28: Ричард Ингхем  / Джуди Ингхем  на автомобиле Bentley MX Park Ward, 4250 см3 (1939 года выпуска);
- Экипаж № 32: Игорь Колодочко  / Роберт Мур  на автомобиле Cadillac 62 Coupe, 5670 см3 (1940 года выпуска);
- Экипаж № 34: Франсуа Шерваз  / Ширин Азари  на автомобиле Citroen 11B Traction Avant, 1911 см3 (1953 года выпуска).

Класс 2: «Вокруг света» — Исторические автомобили (разработанные в период с 1941 по 1958 годы):
- Экипаж № 31: Пэт Брукс  / Мэри Брукс  на автомобиле Buick Model 59 Woody Wagon, 4066 см3 (1949 года выпуска);
- Экипаж № 37: Поль Бессад  / Мишель Маньи  / Мари Лоран на автомобиле Pontiac Chieftain Torpedo 6, 3910 см3 (1942 года выпуска);
- Экипаж № 38: Хавьер Бьюмартин  / Филипп Роша  на автомобиле Studebaker Commander Skyline, 3800 см3 (1953 года выпуска);
- Экипаж № 40: Джозеф Капристано  / Хосе Пиментел  на автомобиле Bentley R-Type, 4566 см3 (1953 года выпуска);
- Экипаж № 41: Томас Хайс  / Майкл Гринвуд  на автомобиле Chevrolet 210 Sedan, 4400 см3 (1955 года выпуска);
- Экипаж № 42: Карл Буш  / Семи Буш  / Кая Буш  на автомобиле Mercedes-Benz 190 Ponton, 1897 см3 (1956 года выпуска);
- Экипаж № 50: Филиппа Маклохлан  / Кристин Джонс  на автомобиле Rover 80, 2286 см3 (1960 года выпуска);
- Экипаж № 58: Дэвид Хьюджс  / Тони Синклер  на автомобиле Rover 80 Saloon, 2286 см3 (1960 года выпуска);
- Экипаж № 76: Кевин Клеменс  / Марк Ринкел  на автомобиле Mercedes-Benz 220S Ponton, 2195 см3 (1959 года выпуска);

Класс 3: «Вокруг света» — Исторические спортивные автомобили (разработанные в период с 1941 по 1958 годы):
- Экипаж № 52: Дэвид Лейнг  / Мэри Лейнг  на автомобиле Aston Martin DB2 Coupe, 2580 см3 (1952 года выпуска);
- Экипаж № 53: Доминикус Миус  / Джоанна Миус-Йонкерс  на автомобиле Jaguar XK 140 Coupe, 3442 см3 (1955 года выпуска);
- Экипаж № 54: Барри Уайер  / Рональд Бронс  на автомобиле Aston Martin DB2/4 Mk1, 2922 см3 (1954 года выпуска);
- Экипаж № 81: Хан ле Ноубл  / Йоуп ван Кестерен  на автомобиле Porsche 356C Coupe, 1582 см3 (1964 года выпуска);
- Экипаж № 84: Жан Стейнхаузер  / Поль Стейнхаузер  на автомобиле 1964 Porsche 356 T5 Coupe, 1582 см3 (1964 года выпуска).

Класс 4: «Вокруг света» Классические автомобили (разработанные в период с 1959 по 1966 годы): 
- Экипаж № 63: Ив Моро  / Арлетт Моро  на автомобиле Peugeot 404 Berline Coupe, 1618 см3 (1965 года выпуска);
- Экипаж № 67: Ричард Тейлор  / Дэйв Пирс  на автомобиле Saab 96, 1996 см3 (1968 года выпуска);
- Экипаж № 68: Брайан Рэтиган  / Терри Джексон  на автомобиле Mercedes-Benz 220SE Coupe, 2195 см3 (1963 года выпуска);
- Экипаж № 78: Томас Ноор  / Мария Бувье-Ноор  на автомобиле Mercedes-Benz 250 SE Cabrio, 2496 см3 (1966 года выпуска);
- Экипаж № 80: Роберт Фентенер ван Влиссенген / Марио Ван вен Бройк ) на автомобиле Alfa Romeo Giulia TI, 1590 см3 (1964 года выпуска);
- Экипаж № 89: Фредди Жилис  / Джанет Жилис  на автомобиле Hillman Hunter, 1725 см3 (1968 года выпуска);

Класс 5: «Вокруг света» — Классические спортивные автомобили (разработанные в период с 1959 по 1966 годы):
- Экипаж № 75: Роберто Чьёди  / Мария Рита Дегли Эспости  на автомобиле Lancia Flavia Coupe, 1800 см3 (1964 года выпуска);
- Экипаж № 77: Ральф Джонс  / Дороти Джонс  на автомобиле Aston Martin DB4, 3670 см3 (1961 года выпуска);
- Экипаж № 79: Рик Дайк-Прайс  / Стюарт Оньетт  на автомобиле Austin Healey 3000 MkI, 2912 см3 (1959 года выпуска);
- Экипаж № 83: Питер Хант  / Энн Хант  на автомобиле Austin Healey 3000 MkII, 2912 см3 (1962 года выпуска);
- Экипаж № 85: Питер Халл  / Эдриан Нэш  на автомобиле Facel Vega 6, 2912 см3 (1964 года выпуска);
- Экипаж № 88: Пол Рольф  / Джоанна Рольф  на автомобиле Mercedes-Benz 230SL, 2281 см3 (1964 года выпуска);
- Экипаж № 90: Клод Пикассо  / Сильвия Вотье  на автомобиле Mercedes-Benz 230SL Pagoda, 2281см3 (1964 года выпуска);
- Экипаж № 91: Найджел Бродерик  / Паула Бродерик  на автомобиле Mercedes-Benz 250SL, 2496 см3 (1967 года выпуска);
- Экипаж № 99: Эдмунд Холфелд  / Морис Миттон  на автомобиле Ford Mustang, 5200 см3 (1965 года выпуска);

## Автопробег «Лондон-Пекин»
Данный автопробег был раллийным — участники пробега соревновались на время прохождения всей трассы от Лондона до Пекина.
На участие в данном автопробеге были заявлены следующие экипажи:
Класс 6: «Пекин» — Винтажные автомобили (разработанные до 1940 года):
- Экипаж № 1: Ричард Сили  / Джеральд Майклмо на автомобиле Locomobile Type 48, 7000 см3 (1912 года выпуска);
- Экипаж № 4: Ричард Уиллс  / Марк Вишневски  / Джаннета Уиллс  на автомобиле Rolls-Royce Silver Ghost, 7428 см3 (1914 года выпуска);
- Экипаж № 5: Чарльз Клептц  / Роберт О’Хара  на автомобиле Marmon Model 78 Sedan, 2180 см3 (1928 года выпуска);
- Экипаж № 7: Питер Ноубл  / Сью Ноубл  на автомобиле Lanchester 40HP Tourer, 6000 см3 (1925 года выпуска);
- Экипаж № 8: Дональд Сандерс  / Роджер Кути  на автомобиле Packard 903 Convertible, 6297 см3 (1932 года выпуска);
- Экипаж № 10 Джоанс Уолленкамп  / Фоппе Д’Хан  на автомобиле Bentley Speed Model, 3000 см3 (1925 года выпуска);
- Экипаж № 11: Марк де Ферранти  / Сандра де Ферранти  на автомобиле Rolls-Royce Phantom III, 6757 см3 (1936 года выпуска);
- Экипаж № 20: Уильям Секрест  / Келли Секрест  на автомобиле Chrysler Airflow, 4997 см3 (1935 года выпуска);
- Экипаж № 29: Ричард Браун  / Элизабет Браун  на автомобиле Bentley MX Park Ward, 4250 см3 (1939 года выпуска);
- Экипаж № 36: Клаус Фон Дейлен  / Крис Фон Дейлен  на автомобиле Daimler DB18 Consort, 2522 см3 (1952 года выпуска);

Класс 7: «Пекин» — Исторические автомобили (разработанные в период с 1941 по 1958 годы): 
- Экипаж № 19: Алистер Инглис  / Роберт Инглис  на автомобиле Peugeot 203 Commerciale, 1468 см3 (1954 года выпуска);
- Экипаж № 35: Хеннинг Ульрих  / Клеменс Сучоки  на автомобиле Mercedes-Benz 190D, 1988 см3 (1960 года выпуска);
- Экипаж № 39: Жерар Бессон  / Мари-Одиль Бессон  на автомобиле Renault Fregate Grand Pavoi, 2141 см3 (1957 года выпуска);
- Экипаж № 43: Виктор Томас  / Хью Мерридж  на автомобиле Morris Minor Saloon, 1098 см3 (1958 года выпуска);
- Экипаж № 47: Крис Денхэм  / Рон Бенделл  на автомобиле Alvis Grey Lady, 3000 см3 (1954 года выпуска);
- Экипаж № 48: Эдвин Сюрбье  / Беверли Сюрбье  на автомобиле Mercedes-Benz 220S Ponton Cabrio, 2195 см3 (1959 года выпуска);
- Экипаж № 55: Том Харрис  / Валери Харрис  на автомобиле Jaguar XK140 Coupe, 3442 см3 (1955 года выпуска);
- Экипаж № 59: Даниэль Спадини  / Эрик Мулле  на автомобиле Jaguar MK1 Saloon, 3442 см3 (1959 года выпуска);
- Экипаж № 101: Патрик Брэннан  / Иниго Эдсберг  / Тара Ли  на автомобиле Mercedes-Benz 190SL, 1988 см3 (1959 года выпуска);

Класс 8: «Пекин» — Классические автомобили (разработанные в период с 1959 по 1966 годы):
- Экипаж № 26: Абдул Азиз Эль Аккад  / Марьям Эль Аккад  / Джонатан Прайор  на автомобиле Rover P5, 3500 см3 (1965 года выпуска);
- Экипаж № 56: Андерс Вульф  / Ингер Вульф  на автомобиле Volvo PV544S, 1850 см3 (1964 года выпуска);
- Экипаж № 60: Дэфид Моффатт  / Брюс Томасон  на автомобиле Bentley S2 Saloon, 6250 см3 (1961 года выпуска);
- Экипаж № 64: Бернар Легран  / Жан-Филипп Зальцманн  на автомобиле Mercedes-Benz 190, 1897 см3 (1965 года выпуска);
- Экипаж № 65: Жан-Поль Лотеллье  / Мари-Франсуаза Лотеллье  на автомобиле Peugeot 404 Berline, 1618 см3 (1962 года выпуска);
- Экипаж № 69: Кендзи Исида  / Такацу Аоки  на автомобиле Datsun 410 Saloon, 1595 см3 (1965 года выпуска);
- Экипаж № 72: Джон Муди  / Томас Метью  на автомобиле Mercedes-Benz 220SEB, 2195 см3 (1964 года выпуска);
- Экипаж № 74 Рикардо Фокс  / Сильвия Калдервуд  на автомобиле Mercedes-Benz 220 SE, 2195 см3 (1965 года выпуска);
- Экипаж № 95: Питер Хопвуд  / Йан Родс  на автомобиле Jaguar S-Type, 3442 см3 (1968 года выпуска);

Класс 9: «Пекин» — Классические спортивные автомобили (разработанные в период с 1959 по 1966 годы): 
- Экипаж № 25: Пьер-Анри Мауль  / Жак Мауль  на автомобиле Morgan +4, 2200 см3 (1967 года выпуска);
- Экипаж № 71: Дэвид Джонс  / Майфанви Джонс  на автомобиле Jaguar XK150 S, 3781 см3 (1961 года выпуска);
- Экипаж № 87: Дэвид Стонли  / Дэннис Помфрет  на автомобиле Austin Healey 3000 MkIII, 2912 см3 (1966 года выпуска);
- Экипаж № 92: Марк Тревес  / Дэнис Лангер  на автомобиле MGB GT, 1798 см3 (1965 года выпуска);
- Экипаж № 97: Андреас Хоби  / Юрг Штурзенегге  на автомобиле Ford Mustang, 4261 см3 (1966 года выпуска);

Класс 10: «Пекин» — Исторические полноприводные (4WD) автомобили: 
- Экипаж № 44: Ханс Рейнхард  / Анник Рейнхард-Куильен  на автомобиле Willys Overland Station Wagon, 2150 см3 (1949 года выпуска);
- Экипаж № 93: Чарльз Холт  / Эдам Уильямс  / Питер Бейти  на автомобиле International Scout 80, 2491 см3 (1968 года выпуска);

Финиш состоялся 08 июня 2000 года.

### Результаты автопробега «Лондон-Пекин» («Исторические автомобили» и «Классические автомобили»)
Результаты автопробега следующие:
| Место | #   | Экипаж                                                | Автомобиль                  | Год выпуска | Класс | Штраф    | Место в классе |
| ----- | --- | ----------------------------------------------------- | --------------------------- | ----------- | ----- | -------- | -------------- |
| 1     | 69  | Кендзи Исида Такацу Аоки                              | Datsun 410 Saloon           | 1965        | 8     | 00:50:00 | 1              |
| 2     | 65  | Жан-Поль Лотеллье Мари-Франсуаза Лотеллье             | Peugeot 404 Berline         | 1962        | 8     | 00:57:00 | 2              |
| 3     | 71  | Дэвид Джонс Майфанви Джонс                            | Jaguar XK 150 S             | 1961        | 9     | 01:59:00 | 3              |
| 4     | 26  | Абдул Азиз Эль Аккад Марьям Эль Аккад Джонатан Прайор | Rover P5                    | 1970        | 8     | 02:07:00 | 1              |
| 5     | 56  | Андерс Вульф Ингер Вульф                              | Volvo PV544S                | 1964        | 8     | 02:57:00 | 4              |
| 6     | 55  | Том Харрис Валери Харрис                              | Jaguar XK140 Coupe          | 1955        | 7     | 03:04:00 | 1              |
| 7     | 47  | Крис Денхем Рон Бенделл                               | Alvis Grey Lady             | 1954        | 7     | 03:04:00 | 2              |
| 8     | 72  | Джон Муди Томас Метью                                 | Mercedes-Benz 220SEB        | 1964        | 8     | 03:21:00 | 5              |
| 9     | 92  | Марк Тревис Дэнис Лангер                              | MGB GT                      | 1965        | 9     | 03:59:00 | 2              |
| 10    | 43  | Виктор Томас Хью Мерридж                              | Morris Minor Saloon         | 1958        | 7     | 04:00:00 | 3              |
| 11    | 97  | Андреас Хоби Юрг Штурзенегге                          | Ford Mustang                | 1966        | 9     | 04:31:00 | 3              |
| 12    | 35  | Хеннинг Ульрих Клеменс Сучоки                         | Mercedes-Benz 190D          | 1960        | 7     | 05:23:00 | 4              |
| 13    | 19  | Алистер Инглис Роберт Инглис                          | Peugeot 203 Commerciale     | 1954        | 7     | 07:13:00 | 5              |
| 14    | 60  | Дэвид Моффатт Брюс Томасон                            | Bentley S2 Saloon           | 1961        | 8     | 08:56:00 | 6              |
| 15    | 48  | Эдвин Сюрбье Беверли Сюрбье                           | Mercedes 220S Ponton Cabrio | 1959        | 7     | 10:30:00 | 6              |
| 16    | 39  | Жерар Бессон Мари-Одиль Бессон                        | Renault Fregate             | 1957        | 7     | 10:48:00 | 7              |
| 17    | 64  | Бернар Легран Жан-Филипп Зальцманн                    | Mercedes 190                | 1965        | 8     | 11:06:00 | 7              |
| 18    | 95  | Питер Хопвуд Йан Родс                                 | Jaguar S-Type               | 1968        | 8     | 13:10:00 | 8              |
| 19    | 101 | Патрик Бреннан Иниго Эдсберг Тара Ли                  | Mercedes 190SL              | 1959        | 7     | 26:36:00 | 8              |
| 20    | 44  | Ханс Рейнхардт Анник Рейнхард-Куильен                 | Willys Overland             | 1949        | 10    | 36:22:00 | 1              |
| 21    | 25  | Пьер-Анри Мауль Жак Мауль                             | Morgan+4                    | 1967        | 9     | 70:31:00 | 4              |
| 22    | 59  | Даниэль Спадини Эрик Мулле                            | Jaguar Mk1Saloon            | 1959        | 7     | 72:42:00 | 9              |
| 23    | 93  | Чарльз Холтe Эдам Уильямс Peter Batey                 | International Scout 80      | 1968        | 10    | 84:31:00 | 2              |
| 24    | 74  | Рикардо Фокс Сильвия Калдервуд                        | Mercedes-Benz 220 SE        | 1965        | 8     | сход     | -              |
| 25    | 87  | Дэвид Стонли Дэннис Помфрет                           | Austin Healey 3000 MkIII    | 1966        | 9     | сход     | -              |

### Результаты автопробега «Лондон-Пекин» («Винтажные автомобили»)
| Место | #  | Экипаж                                        | Автомобиль               | Год выпуска | Класс | Штраф     | Место в классе |
| ----- | -- | --------------------------------------------- | ------------------------ | ----------- | ----- | --------- | -------------- |
| 1     | 29 | Ричард Браун Элизабет Браун                   | Bentley MX Park Ward     | 1939        | 6     | 01:39:00  | 1              |
| 2     | 11 | Марк де Ферранти Сандра де Ферранти           | Rolls-Royce Phantom III  | 1936        | 6     | 12:49:00  | 2              |
| 3     | 5  | Чарльз Клептц Роберт О’Хара                   | Marmon Model 78 Sedan    | 1928        | 6     | 19:27:00  | 3              |
| 4     | 10 | Джоанна Уолленкамп Фоппе Д’Хан Jonathan Prior | Bentley Speed Model      | 1925        | 6     | 58:33:00  | 4              |
| 5     | 36 | Клаус Фон Дейлен Крис Фон Дейлен              | Daimler DB18 Consort     | 1952        | 6     | 100:09:00 | 5              |
| 6     | 7  | Питер Ноубл Сью Ноубл                         | Lanchester 40 hp Tourer  | 1925        | 6     | 317:51:00 | 6              |
| 7     | 4  | Ричард Уиллис Марк Вишневски Джаннета Уиллс   | Rolls-Royce Silver Ghost | 1914        | 6     | 319:31:00 | 7              |
| 8     | 8  | Роджер Кьюти Дональд Сандерс                  | Packard 903 Convertible  | 1932        | 6     | сход      | -              |
| 9     | 1  | Ричард Сили Джеральд Макельмо                 | Locomobile Type 48       | 1912        | 9     | сход      | -              |

## Автопробег «Лондон-Стамбул»
На участие в данном автопробеге были заявлены следующие экипажи:
Класс 11: «Стамбул» — Винтажные автомобили (разработанные до 1940 года): 
- Экипаж № 3: Джон Браун  / Джон Эльгар  на автомобиле Ford T Sedan, 3000см3 (1914 года выпуска);
- Экипаж № 9: Йенс Пило  / Анн Пило  на автомобиле Rolls-Royce Phantom II, 7668 см3(1933 года выпуска);
- Экипаж № 33: Стивен Харман  / Стивен Харман (младший)  на автомобиле MG TD Sports,1250 см3 (1952 года выпуска);

Класс 12: «Стамбул» — Классические автомобили (разработанные в период с 1941 по 1968 годы): 
- Экипаж № 49: Ики Курган  / Аврил Курган  на автомобиле Bentley S1 Continental, 4887 см3 (1957 года выпуска);
- Экипаж № 61: Роберт Перкинс  / Брайан Гэдд  на автомобиле Rolls-Royce Park Ward, 6230 см3 (1966 года выпуска);
- Экипаж № 62: Майкл Джозеф  / Рон Страссер  на автомобиле Bentley Continental S2, 6230 см3 (1961 года выпуска);
- Экипаж № 66: Френк Гамп  / Стивен Уитмен  на автомобиле Mercedes-Benz 220SE, 2195 см3 (1959 года выпуска);
- Экипаж № 70: Генри Козловски  / Мелоди Ревилль  на автомобиле Austin Mini Cooper, 998 см3 (1968 года выпуска);
- Экипаж № 82: Михаэль Веденаур  / (-) на автомобиле Mercedes-Benz 220S, 2195 см3 (1963 года выпуска);
- Экипаж № 86: Ральф Куисторф  / Ханс Уочсмит  на автомобиле Mercedes-Benz 250SE, 2800 см3 (1967 года выпуска);
- Экипаж № 96: Майкл Макроберт  / Лола Макроберт  на автомобиле Bentley T-Series, 6750 см3 (1972 года выпуска);
- Экипаж № 102: Ханнс Вирт  / Урсула Шмитт  на автомобиле Jaguar MkIX, 3781 см3 (1960 года выпуска).

Класс 14: «Стамбул» — Классические спортивные автомобили (разработанные в период с 1941 по 1968 годы): 
- Экипаж № 45: Йан Пирс  / Джон Хеффер  на автомобиле Triumph TR2 ex Le Mans, 1991 см3 (1955 года выпуска);
- Экипаж № 46: Дэвид Спурлинг  / Патрисия Спурлинг  на автомобиле Morgan +4 Sports, 1991 см3 (1953 года выпуска);
- Экипаж № 51: Ирвин Лейдлоу  / Маршалл Бейли  на автомобиле AC Ace Bristol, 1991 см3 (1957 года выпуска);
- Экипаж № 57: Роберт Филлмор  / Джон Филлмор  на автомобиле Jaguar XK140 Sports, 3400 см3 (1955 года выпуска);
- Экипаж № 73: Конор Макгали  / Деррен Уолкер  на автомобиле Porsche 356B, 1582 см3 (1961 года выпуска);
- Экипаж № 94: Гевин Шеппард  / Валери Мичан  на автомобиле Lotus Elan S4DHC, 1598 см3 (1968 года выпуска);
- Экипаж № 98: Эдриан Поуп  / Джулиан Реддихью  на автомобиле Aston Martin DB6, 3995 см3 (1966 года выпуска);
- Экипаж № 100: Эндри Пауэлл  / Элкин Пайэним  на автомобиле Facel Vega 6, 2912 см3 (1964 года выпуска).

## Интересные факты
На автомобиле Mercedes-Benz 230 SL Pagoda (экипаж № 90) в автопробеге «Вокруг света за 80 дней» принял участие журналист и дизайнер Клод Пикассо, сын известного испанского художника Пабло Пикассо.

## Организаторы
На момент проведения автопробегов (в 2000 году) «Ассоциация классического ралли» располагалась по адресу: Ashbrook Mews, Westbrook Street, Blewbury, Didcot, Oxon в Англии. Президентом был сэр Стерлинг Мосс (англ. Stirling Moss), известный гонщик, а председателем Филип Янг (англ. Philip Young), журналист и организатор ралли. Казначеем ассоциации являлся Хайди Винтерборн (англ. Heidi Winterbourne).
Они выступали спонсорами многих автогонок и авторалли, например ежегодной гонки в Монте-Карло, автопробега «Пекин — Париж», который проводился в 1997 году (в празднование 90-й годовщины гонки «Пекин-Париж» 1907 года) и стал первой (за 20 лет) автогонкой, которая прошла через территорию Ирана.
Филип Янг является организатором исторического ралли «Классический марафон Пирелли» (англ. "Pirelli Classic Marathon"), которое состоялось в 1988 году. На этом ралли выступили такие гонщики, как Стерлинг Мосс (англ. Stirling Moss), Падди Хопкирк (англ. Paddy Hopkirk), Тимо Мякинен (англ. Timo Makinen), Бобби Ансер (англ. Bobby Unser), Джон Буффум (англ. John Buffum) и другие.
«Ассоциация классического ралли» организовала «Марафон классических машин» в Южной Африке и Японии.